# Религия в Северной Македонии

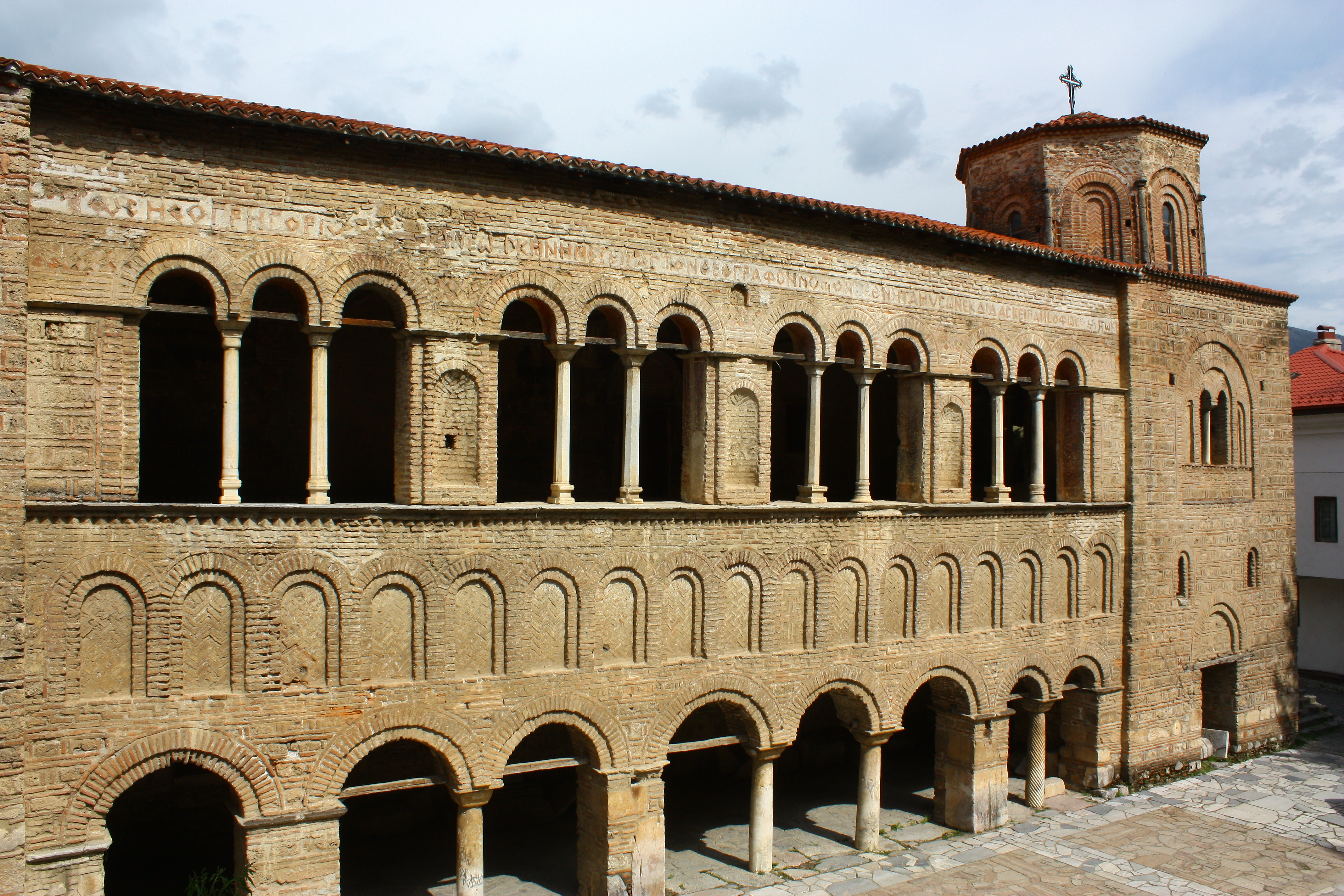
Церковь Святой Софии, Охрид

Наиболее распространённая религия в Северной Македонии — православное христианство, которое исповедуют 64,8 % населения страны. На втором месте идёт ислам, который исповедуют 33,3 % населения страны (преимущественно албанцы). Есть также христиане других церквей, иудеи и индуисты.

## Христианство

### Православие

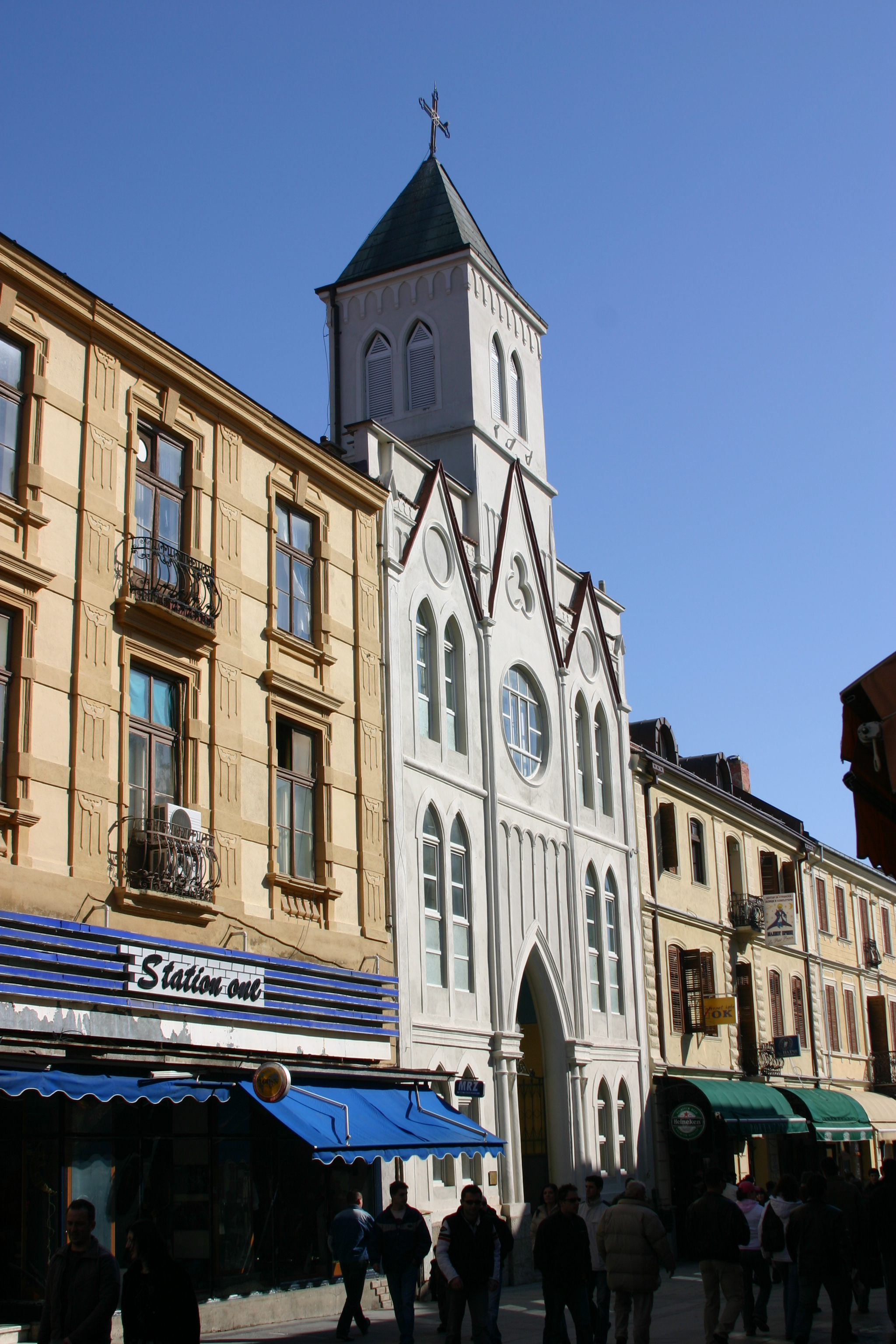
Католическая церковь в Битоле

История православного христианства на территории Северной Македонии ведётся с средневековья: в 1019 году была образована болгарская Охридская архиепископия, которая в 1767 году указом турецкого султана была присоединена к Константинопольскому патриархату. Попытка возродить автокефальную церковь терпела неудачи, но в 1959 году македонцы добились образования Православной Охридской архиепископии, которая подчиняется Сербской православной церкви. 19 июля 1967 году была провозглашена Македонская православная церковь, которая в настоящий момент является неканонической и не признаётся другими православными церквями. В 2001 году насчитывалось около 1,35 млн жителей Северной Македонии, назвавших себя православными по вероисповеданию и посещающими богослужения Македонской православной церкви. В свою очередь прихожан Сербской православной церкви насчитывается 36 тысяч человек (примерно столько же, сколько сербов проживает в стране).
В 2005 году Сербская православная церковь предала отлучению всех, кто придерживается обрядов самопровозглашённой Македонской православной церкви.

### Иные течения
В 1918 году в Македонии появилась Македонская грекокатолическая церковь, придерживающаяся византийского обряда и проводящая богослужения на македонском языке. В 1924 году был расформирован экзархат, однако в 2001 году стараниями папы римского Иоанна Павла II его удалось восстановить. В стране проживают 11 266 человек, придерживающихся католического вероисповедания.
С конца XIX — начала XX века в страну прибывают протестанты; в городе Струмица проживают потомки американских миссионеров, которые являются прихожанами методистской церкви. С 1928 года в Македонии есть и община баптистов.

## Ислам

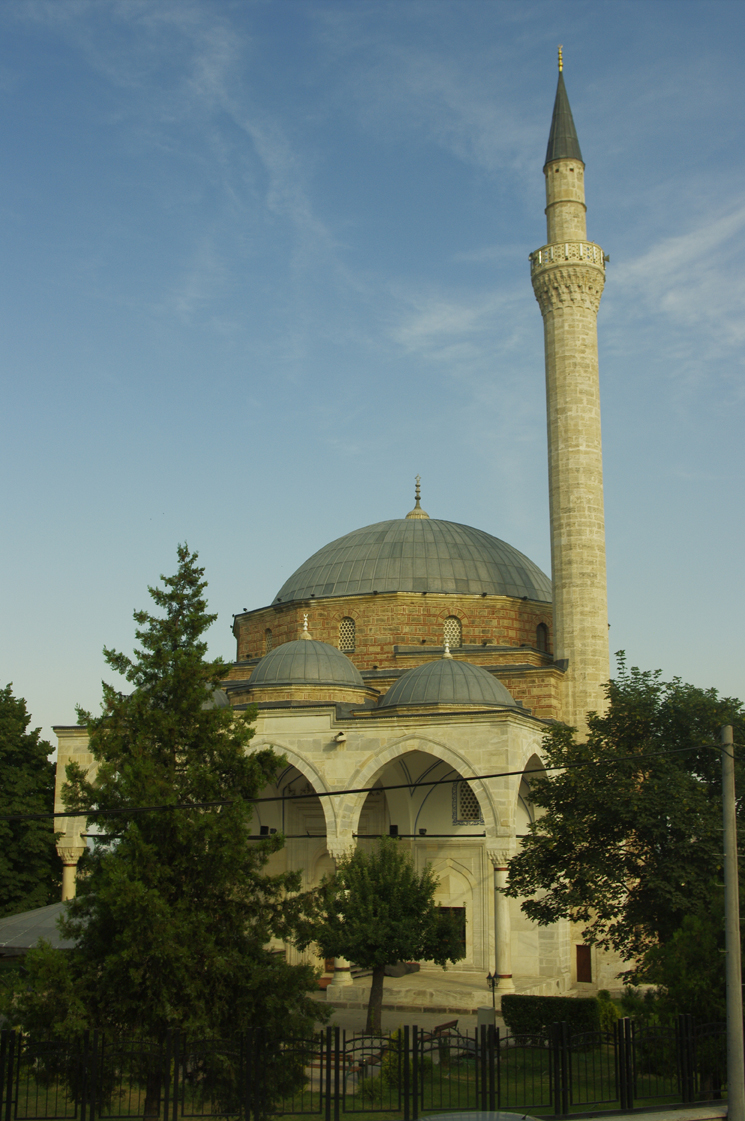
Мечеть Мустафа-паши в Скопье

Ислам появился в стране после присоединения территории нынешней Северной Македонии к Османской империи. Большинство албанцев и часть македонцев приняли ислам, фактически отказавшись от родной культуры, а их потомки стали воспитываться в турецкой культуре и стали по национальности называть себя турками. К XIX веку почти во всех городах большая часть населения была мусульманами по вероисповеданию. В Тетово сохранился памятник тех времён — мечеть Шарена Джамлия. К 2002 году в стране проживали почти полмиллиона мусульман — в настоящее время мусульмане составляют треть населения страны.

## Иудаизм
Евреи проживали в Северной Македонии со времён присоединения Греции и Фракии к Римской империи. Численность еврейского населения снизилась в Средние века: гонения на евреев устраивали то византийцы, то болгары, то крестоносцы. В годы существования Османской империи в Македонию активно стали перебираться сефарды.
Во Вторую мировую войну почти всё еврейское население было истреблено немцами или болгарами. После Второй мировой евреи спешно покинули Югославию, перебираясь в Израиль.
В настоящее время в стране проживает всего 200 евреев (в основном в Скопье). По одним данным, в стране нет ни одной синагоги. Однако в Скопье действует открытая 11 марта 2000 года синагога «Бейт-Яков», строительство которой началось в 1937 году (в 1963 году была уничтожена).